# یواس‌اس سان‌فیش (اس‌اس-۲۸۱)
یواس‌اس سان‌فیش (اس‌اس-۲۸۱) (به انگلیسی: USS Sunfish (SS-281)) یک زیردریایی بود که طول آن ۳۱۱ فوت ۹ اینچ (۹۵٫۰۲ متر) بود. این زیردریایی در سال ۱۹۴۲ ساخته شد.